# Анеп
А́неп — река в России, протекает по Свердловской области. Устье реки находится в 535 км по правому берегу реки Тавды. Длина реки — 108 км, площадь водосборного бассейна — 1530 км².

## Притоки
- Шемелья (пр)
- Кульма (лв)
- 23 км: Онеп (лв)
- Пагуйка (лв)
- Неулька (лв)
- 63 км: Татька (пр)
- 79 км: Алга (лв)
- 87 км: Большой Курпан (пр)

## Данные водного реестра
По данным государственного водного реестра России относится к Иртышскому бассейновому округу, водохозяйственный участок реки — Тавда от истока и до устья, без реки Сосьва от истока до водомерного поста у деревни Морозково, речной подбассейн реки — Тобол. Речной бассейн реки — Иртыш.
Код объекта в государственном водном реестре — 14010502512111200012557.